# José Johan Silva
Jose Johan Silva Hurtatiz (12 de junio de 1994) es un futbolista colombiano. Juega como guardameta y su equipo actual es Deportivo Cali de la 
Categoría Primera A de Colombia.

## Clubes
| Club               | País     | Año           |
| ------------------ | -------- | ------------- |
| Deportivo Cali     | Colombia | 2012 - 2014   |
| Depor Aguablanca   | Colombia | 2015          |
| La Equidad         | Colombia | 2016          |
| Patriotas Boyacá   | Colombia | 2017          |
| Real Cartagena     | Colombia | 2018          |
| Bogotá F.C.        | Colombia | 2019 - 2020   |
| San Francisco F.C. | Panamá   | 2021          |
| Bogotá F.C.        | Colombia | 2021          |
| Santa Fe           | Colombia | 2022-2023     |
| San Martín         | Perú     | 2024-presente |

## Goles anotados
| #  | Fecha      | Torneo           | Club      | Res. | Adversario     | Modo  | Arquero Rival |
| -- | ---------- | ---------------- | --------- | ---- | -------------- | ----- | ------------- |
| 1. | 13-10-2020 | Segunda División | Bogotá FC | 1-0  | Real Cartagena | Penal | Óscar Ramos   |

## Palmarés

### Torneos Locales
| Título                     | Club           | País     | Año  |
| -------------------------- | -------------- | -------- | ---- |
| Campeonato Postobon Sub-19 | Deportivo Cali | Colombia | 2012 |
| Superliga de Colombia      | Deportivo Cali | Colombia | 2014 |